# Constant Rémy
Pour les articles homonymes, voir Rémy (homonymie).
Constant Rémy, né à Paris 15e le 20 mai 1882 et mort à Cannes (Alpes-Maritimes) le 16 août 1957, est un acteur et un réalisateur français.

## Biographie
Fils de Charles Rémy, ouvrier en produits, et de Marie Adelphine Guérin, couturière, son épouse, Constant Rémy naît à Paris en 1882.
En 1931, il réside, dans un immeuble lui appartenant, au 72, boulevard Pereire, avec Laure Burtin, dite Suzanne de Behr,.
Il meurt en 1957 à Cannes et est inhumé 12 jours plus tard au cimetière du Montparnasse (division 17).

## Filmographie
- 1909 : Benvenuto Cellino, de Camille de Morlhon
- 1909 : Le Bon Voisin
- 1911 : Olivier Cromwell, d'Henri Desfontaines
- 1911 : L'Assassinat d'Henri III, d'Henri Desfontaines et Louis Mercanton
- 1911 : Milton, d'Henri Desfontaines
- 1911 : La Reconnaissance du bandit, de Gaston Roudès
- 1911 : Sa petite fille, de Gaston Roudès
- 1911 : Une mésaventure de François Ier, de Paul Garbagni
- 1912 : L'Aïeule, de Gaston Roudès
- 1912 : La Conscience de Cheval Rouge / L'Honneur de l'homme rouge, de Jean Durand
- 1912 : Une aventure du chevalier de Vibrac, une production du Studio Éclipse
- 1913 : Sacrifice, de Victorin Jasset
- 1913 : Le Collier de Paulette, une production du Studio Éclipse
- 1913 : De l'azur aux ténèbres, une production du Studio Éclipse
- 1913 : La Fille à la chèvre
- 1913 : Sa majesté la reine, de Gaston Roudès
- 1920 : Maître Evora, de Gaston Roudès
- 1920 : Marthe de Gaston Roudès
- 1921 : La Proie, de Marcel Dumont
- 1921 : Le Jockey disparu, de Jacques Riven
- 1921 : Prisca, de Gaston Roudès
- 1923 : Pulcinella, de Gaston Roudès
- 1923 : Le Crime des hommes, de Gaston Roudès
- 1923 : Le Juge d'instruction, de Marcel Dumont
- 1924 : L'Ombre du bonheur, de Gaston Roudès
- 1924 : Alterner le cynique, de Georges Monca et Maurice Kéroul
- 1924 : L'Ironie du sort, de Georges Monca et Maurice Kéroul
- 1925 : La Douleur, de Gaston Roudès
- 1925 : Grand-mère, de Albert-Francis Bertoni
- 1926 : Les Frères Zemmganno, de Albert-Francis Bertoni
- 1926 : Le Chemin de la gloire, de Gaston Roudès
- 1927 : Chantage, de Henri Debain
- 1928 : Hara-kiri, de Marie-Louise Iribe et Henri Debain
- 1930 : Atlantis, de Jean Kemm et Ewald-André Dupont
- 1931 : Jean de la Lune, de Jean Choux
- 1931 : Un soir de rafle, de Carmine Gallone
- 1932 : La Femme nue, de Jean-Paul Paulin
- 1932 : Une étoile disparaît, de Robert Villiers
- 1933 : La Robe rouge, de Jean de Marguenat
- 1933 : Roger la honte, de Gaston Roudès
- 1933 : La Rue sans nom, de Pierre Chenal
- 1933 : L'Agonie des aigles, de Roger Richebé
- 1933 : Son autre amour, de Constant Rémy et Alfred Machard
- 1934 : La Flambée, de Jean de Marguenat
- 1934 : Le Petit Jacques, de Gaston Roudès
- 1934 : Poliche, d'Abel Gance
- 1934 : Le Billet de mille, de Marc Didier
- 1935 : Cavalerie légère, de Werner Hochbaum et Roger Vitrac
- 1935 : Les Mystères de Paris, de Félix Gandéra
- 1935 : Le Chant de l'amour, de Gaston Roudès
- 1935 : Sous la griffe, de Christian-Jaque
- 1936 : Le Disque 413, de Richard Pottier
- 1936 : Le Mort, d'Émile-Georges De Meyst
- 1936 : Hélène, de Jean-Benoît Lévy et Marie Epstein : Le professeur Ambroise
- 1936 : Les Petites Alliées, de Jean Dréville
- 1937 : Passeurs d'hommes, de René Jayet
- 1937 : Les Hommes sans nom de Jean Vallée d'après le roman éponyme de Jean des Vallières: le commandant de Joyeuse.
- 1938 : Ceux de demain, de Adelqui Millar et Georges Pallu
- 1938 : La Goualeuse, de Fernand Rivers
- 1939 : Le Chemin de l'honneur, de Jean-Paul Paulin : le colonel
- 1940 : Espoirs, de Willy Rozier
- 1942 : Monsieur de Lourdines, de Pierre de Hérain
- 1945 : Les Clandestins, de André Chotin
- 1946 : Les gosses mènent l'enquête, de Maurice Labro
- 1953 : Si Versailles m'était conté, de Sacha Guitry
- 1955 : La Tour de Nesle, d'Abel Gance

## Théâtre
- 1922 : Le Souffle du désordre, de Philippe Faure-Fremiet, mise en scène Fernand Bastide, Théâtre des Mathurins
- 1922 : Le Paon, de Francis de Croisset, Comédie-Française
- 1922 : Les Phéniciennes, de Georges Rivollet, Comédie-Française
- 1922 : Le Député de Bombignac, d'Alexandre Bisson, Comédie-Française
- 1923 : Électre, de Sophocle, Comédie-Française
- 1923 : Rome vaincue, d'Alexandre Parodi, Comédie-Française
- 1923 : L'Homme enchaîné, d'Édouard Bourdet, Théâtre Fémina
- 1925 : Les Marchands de gloire, de Marcel Pagnol et Paul Nivoix, Théâtre de la Madeleine
- 1929 : La Vie de château, de Ferenc Molnár, Théâtre de la Michodière
- 1941 : Arsène Lupin, de Francis de Croisset et Maurice Leblanc, Théâtre Edouard VII
- 1943 : L'École des ménages, d'Honoré de Balzac, mise en scène Jean Meyer, Théâtre Saint-Georges
- 1949 : Le Silence de la mer, d'après Vercors, mise en scène Jean Mercure, Théâtre Édouard VII
- 1949 : Un inspecteur vous demande, de John Boynton Priestley, mise en scène Pierre Valde, Studio des Champs-Elysées, Théâtre des Célestins
- 1951 : Corruption au palais de justice d'Ugo Betti, mise en scène Yves Villette, Théâtre Lancry

## Doublage
- 1931 : Orages, de William Wyler : Seth Law (Walter Huston).